# Perivale
Perivale is een wijk in het Londense bestuurlijke gebied Ealing, in de regio Groot-Londen.

## Geboren in Perivale
- Nicky Hopkins (1944-1994), muzikant
- Rick Wakeman (1949), toetsenist